# حوزه انتخابیه سقز و بانه
حوزهٔ انتخاباتی سقز و بانه یکی از ۵ حوزه از حوزه‌های استان کردستان برای انتخابات مجلس شورای اسلامی است. این حوزه به مرکزیت سقز، ۱ نماینده دارد.

## نمایندهدوره دهم
محسن بیگلری

## پی‌نوشت و منبع
- «جدول حوزه‌های انتخابیه در انتخابات دهمین دورهٔ مجلس شورای اسلامی» (PDF). مرکز پژوهش و سنجش افکار صدا و سیما. بایگانی‌شده از اصلی (PDF) در ۵ اكتبر ۲۰۱۸. دریافت‌شده در ۲۴ ژوئیه ۲۰۱۶. تاریخ وارد شده در |archive-date= را بررسی کنید (کمک)